# Ольшина (Жарський повіт)
Ольшина (пол. Olszyna) — село в Польщі, у гміні Тшебель Жарського повіту Любуського воєводства.
Населення — 58 осіб (2011).
У 1975-1998 роках село належало до Зеленогурського воєводства.

## Демографія
Демографічна структура станом на 31 березня 2011 року:
|          | Загалом | Допрацездатний вік | Працездатний вік | Постпрацездатний вік |
| -------- | ------- | ------------------ | ---------------- | -------------------- |
| Чоловіки | 28      | 5                  | 21               | 2                    |
| Жінки    | 30      | 8                  | 17               | 5                    |
| Разом    | 58      | 13                 | 38               | 7                    |